# Bauchklatscher
Als Bauchklatscher, Bauchplatscher, Bauchfleck (österreichisch) oder Bauchpläntscher (niederrheinischer Regiolekt) bezeichnet man umgangssprachlich einen gewollten oder missglückten Sprung ins Wasser, bei dem man mit der ganzen Körperlänge, vor allem aber mit dem Bauch auf dem Wasser aufschlägt.

## Ablauf und Folgen
Bauchklatscher sind meist eine schmerzhafte Angelegenheit. Denn wenn der Körper ins Wasser eindringt, setzt die Wasseroberfläche ihm einen Widerstand entgegen. Plötzlich muss das Wasser beschleunigen, um die Geschwindigkeit des durch die Luft fallenden Körpers zu erreichen. Wenn das passiert, wird diese große Reaktionskraft auf das fallende Objekt zurückgeworfen. Während spitze Körper das Wasser besser durchschneiden, geben flach auftreffende Körper dem Wasser dazu nicht genügend Raum. Weiche Körper sind dabei stärker betroffen als harte, so dass der menschliche Bauch besonders empfindlich reagiert.
Bei Bauchklatschern aus Höhen von über 15 Metern ist mit schwerwiegenden Verletzungen zu rechnen.

## Tiere
Von einigen Tierarten ist bekannt, dass sie Bauchklatscher durchaus intentional nutzen. So setzen Große Tümmler Bauchklatscher bei der Jagd ein, um ihre Beutetiere orientierungslos zu machen. Manche Fische wie etwa Rochen landen nach einem Sprung mit einem Bauchklatscher wieder im Wasser. Es wird angenommen, dass dieses Verhalten der Entfernung von Parasiten dient. Bei Seevögeln wie Brandseeschwalben dagegen sind Bauchklatscher eher unfreiwilliger Nebeneffekt, während die Jungvögel die Technik des Stoßtauchens erlernen.